# Hambach (Lahn)
Der Hambach ist ein sechs Kilometer langer und rechter Zufluss der Lahn bei Aull. Er durchfließt die rheinland-pfälzischen Kreise Rhein-Lahn-Kreis und Westerwaldkreis.

## Name
1456 wird der Bach in den schriftlichen Aufzeichnungen als Heymbach bezeichnet. Der Name leitet sich vom althochdeutschen Wort *hein (< *hegin) für 'Dornstrauch, Dornhecke' ab.

## Geographie

### Verlauf
Der Hambach entspringt etwa 750 m südöstlich des Ortskerns von Eppenrod im Rhein-Lahn-Kreis. Danach fließt er nach Nordosten in den Westerwaldkreis zur Gemeinde Görgeshausen. Etwa 200 m südlich des Ortes dreht er nach Südosten, verläuft entlang der Görgeshäuser Mühle und gelangt wieder in den Rhein-Lahn-Kreis, wo er zunächst durch den Ortskern der Gemeinde Hambach fließt. Weiter nach Südosten fließend erreicht der Hambach danach die Gemeinde Aull, wo er zuerst die Alte Burg umfließt, um nach dem Ortskern von Aull wenig später in die Lahn zu münden.

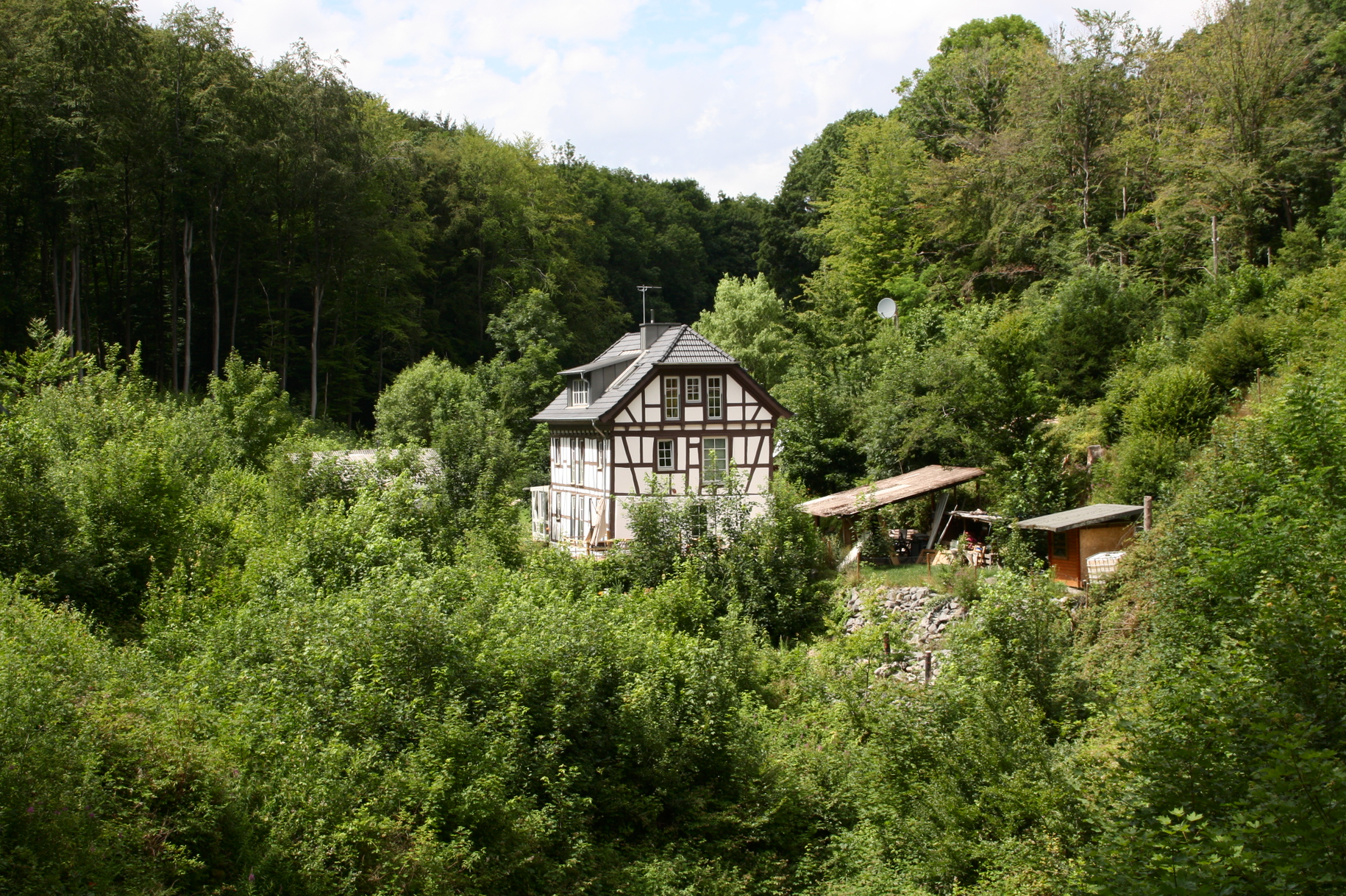
Die Görgeshäuser Mühle am Hambach
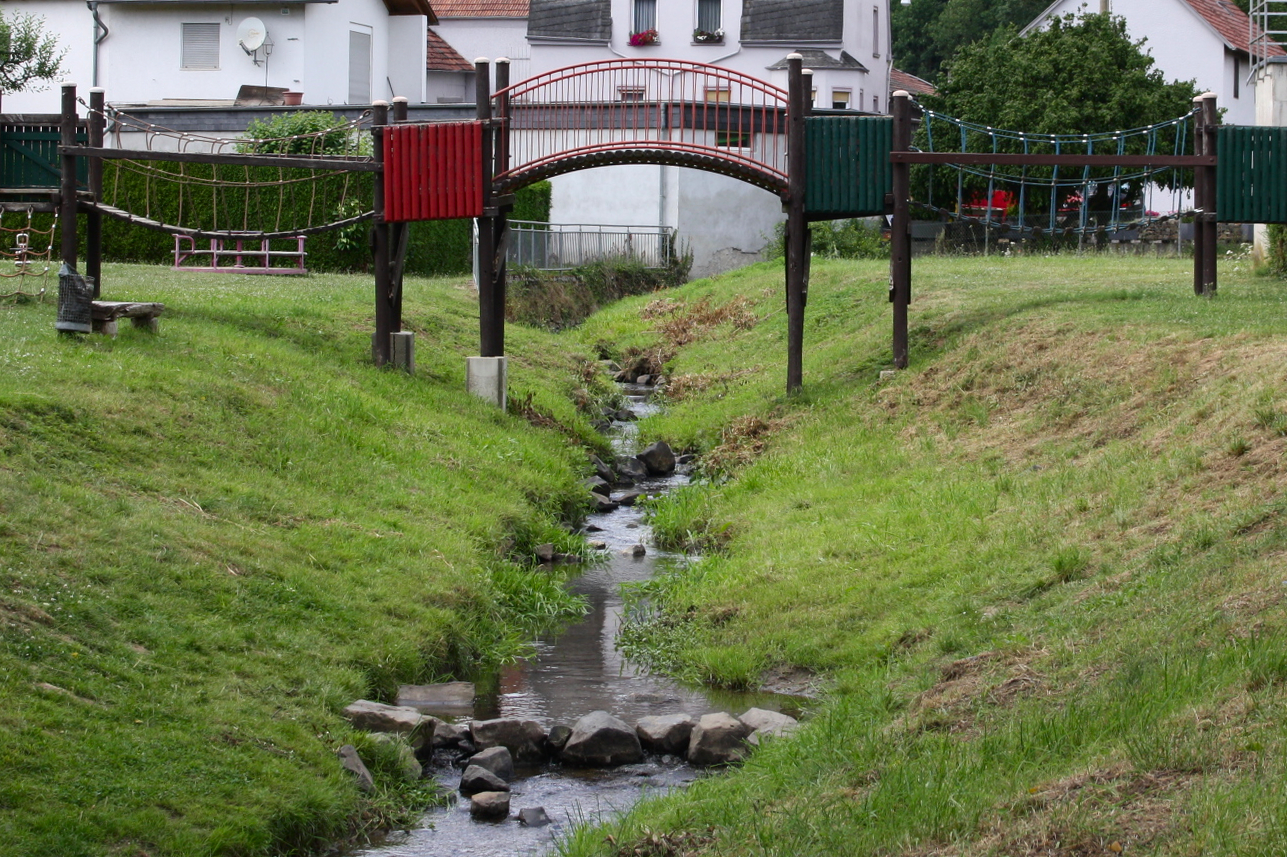
Der Hambach in Aull
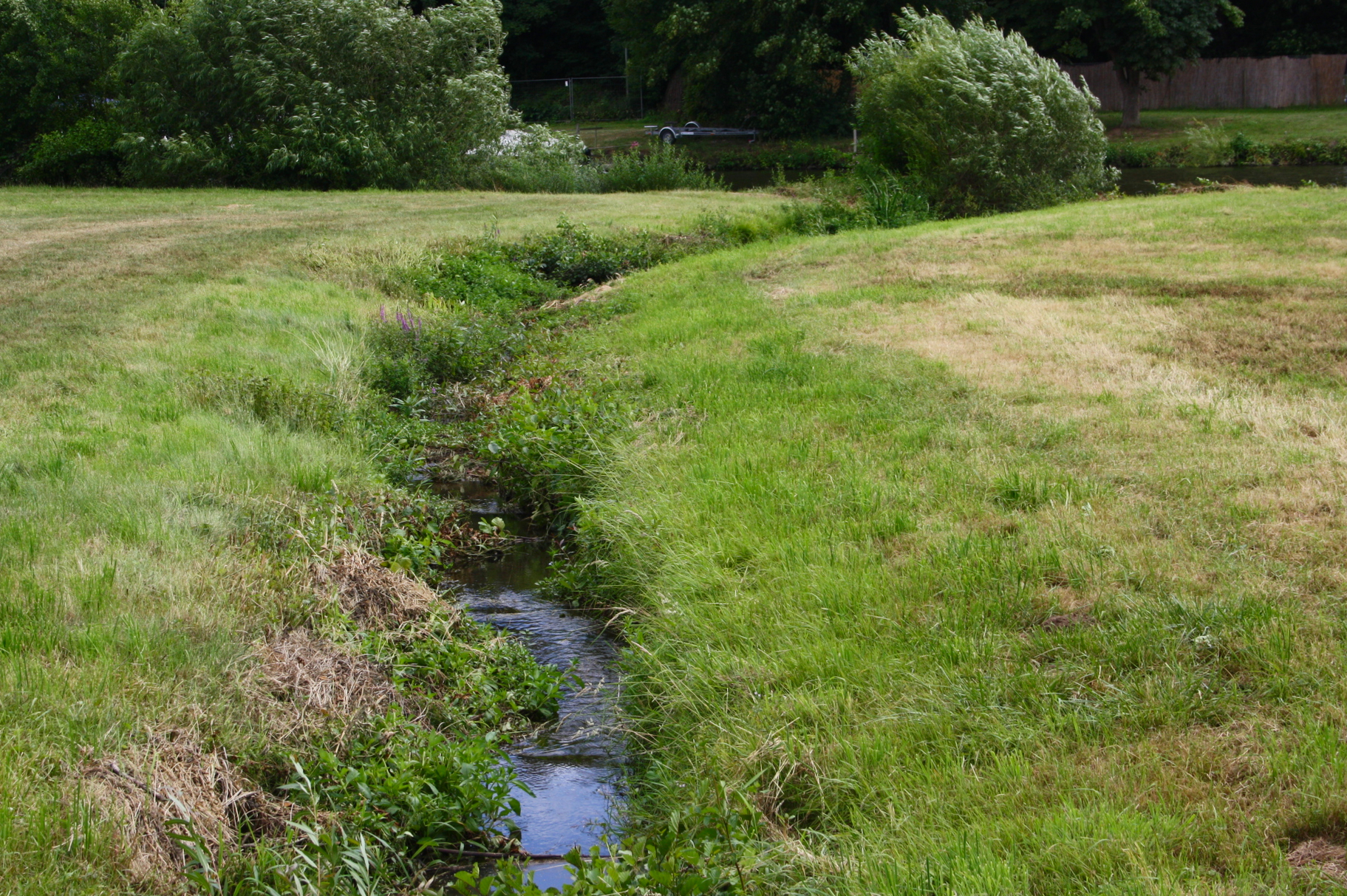
Der Zufluss des Hambach in die Lahn bei Aull

### Zuflüsse
- Pumpwerksgraben (von links, südlich von Görgeshausen, ca. 320 m, GKZ 2587942)
- Kelterbaumbach (von links, nördlich von Hambach, ca. 1,6 km, GKZ 2587944)
- Rollsbach (von rechts, südlich von Hambach, ca. 1,4 km, GKZ 2587946)